# Schweizerischer Vaterländischer Verband
Der Schweizerische Vaterländische Verband (SVV) war ein Verein rechtsbürgerlicher Kräfte mit dem Ziel, die aus ihrer Sicht drohende Gefahr eines sozialistischen Umsturzes in der Schweiz abzuwenden. Er war in Funktion und Entwicklung ein helvetisches Pendant zu den frühfaschistischen Organisationen Italiens und Deutschlands der 1920er-Jahre.

## Entstehung und Entwicklung
Der Verband entstand im April 1919 als Zusammenschluss von im Landesstreik (November 1918) gebildeten paramilitärischen Bürgerwehren und anderen konservativ-militärischen Bünden. Diese Bürgerwehren waren überwiegend von rechtsbürgerlichen und bäuerlich-ländlichen Kreisen als militärisch geführte Freiwilligenorganisationen zur Aufrechterhaltung der verfassungsmässigen Sicherheit, Ruhe und Ordnung aufgebaut worden, wohl aus der Furcht heraus, dass die Milizarmee gegen die revoltierenden Arbeiter in den Städten zu wenig energisch durchgreifen würde. Die privatrechtlich organisierten Bürgerwehren wurden hauptsächlich von Banken, Versicherungen und Industriebetrieben finanziert, aber aus den Arsenalen des Bundes und teilweise durch Schmuggel aus Deutschland bewaffnet. Sie hatten eine staatspolitisch hochproblematische Zwitterposition zwischen Hilfspolizei und ideologischem Paramilitär. Eine führende Figur der Bürgerwehren war der Aargauer Arzt, Offizier, BGB-Politiker, Gründer der Aargauischen Vaterländischen Vereinigung und SVV-Präsident Eugen Bircher, welcher enge Beziehungen zu deutschen Freikorps und rechtsextremen Exponenten wie Waldemar Pabst und Erich Ludendorff pflegte.
Im Kanton Bern wurden Bürgerwehren in diesen Krisenjahren oft parallel zur Gründung von Sektionen der Bauern-, Gewerbe- und Bürgerpartei (BGB) – der Vorläuferin der Schweizerischen Volkspartei – gebildet. Die BGB etablierte sich nach dem Landesstreik als eine Art parlamentarischer Arm des im Verborgenen wirkenden Vaterländischen Verbands. Aus diesem Dunstkreis stammten in den 1920er-Jahren die ersten faschistischen Gruppierungen der Schweiz und zu Beginn der 1930er-Jahre Sympathisanten der Frontenbewegung und des Nationalsozialismus.
In den 1920er-Jahren entdeckte der Vaterländische Verband ein Aufgabengebiet im Werksdienst, indem er für lebenswichtige Einrichtungen der Wirtschaft (so auch für die Schweizerischen Bundesbahnen) eine Streikabwehr organisierte. Seinen politischen Einfluss setzte der SVV ein, um bei Wahlen und Abstimmungen die bürgerlichen Kräfte zu koordinieren und so die Wahl von Sozialdemokraten in wichtige Ämter zu verhindern.
Nach einer Nachrichtendienst-Bestechungsaffäre, bei der die Verbandsleitung Polizeibeamte bestach, stellte der SVV 1948 seine Aktivitäten ein. Einige SVV-Sektionen existierten aber weiter, am längsten im Kanton Aargau bis 2019.

## Bewertung
Der Schweizerische Vaterländische Verband bildete laut dem Historiker Hans Ulrich Jost «ein im bürgerlichen Untergrund wirkendes Informationsnetz, dessen Auswirkung auf die Politik und die öffentliche Meinung nicht zu unterschätzen war». Gemäss dem Historiker Hans von Greyerz war der SVV «aus Bürgerwehrelementen und Ku-Klux-Klan-Geist gemischt».